# 充電器

充電器

充電器（英語：Charger），是一種用於通過強制電流通過它來將能量輸入蓄電池的裝置。
充電協議（多長時間的電壓或電流，以及充電完成後的操作）取決於所充電電池的大小和類型。某些電池類型具有高過充電容限（即在電池完全充電後繼續充電），並且可以通過連接到恆定電壓源或恆定電流源來再充電。這種類型的簡單充電器必須在充電週期結束時手動斷開，並且一些電池類型絕對需要或可以使用定時器在某個固定時間切斷充電電流，通常是充電完成時。其餘類型的電池不能承受過度充電，嚴重者可能導致損壞（容量減少，壽命縮短），過熱或甚至爆炸。現在有部分充電器含有溫度或電壓感測電路和微處理器控制器，以安全地調節充電電流和電壓，確定充電狀態，並在充電結束時切斷。

## 充電方式
涓流充電器提供相對少量的電流，僅足以抵消長時間閒置的電池的自放電。而有些電池類型不允許任何類型的涓流充電;試圖這樣做可能會導致損壞。鋰離子電池使用化學系統，不允許無限涓流充電。
慢速電池充電器可能需要幾個小時才能完成充電。高速充電器可以更快地恢復大部分容量，但高速充電器可能比某些電池類型可以容忍的更多。這種電池需要主動監控電池以防止電池過度充電。電動汽車理想地需要高速充電器。對於公眾訪問，這些充電器的安裝及其分配支持是擬議採用電動汽車的一個問題。

### 鎳鎘電池、鎳氫電池充電器
鎳鎘電池（NiCd）、鎳氫電池（NiMH）一般都會採用恆流方式充電，主要是這會較容易拿握充電的狀態，特別是檢測電池是否充電足夠。檢測充滿的方法有很多種，包括 -ΔV、ΔT等。鎳氫電池充電器也有採用脈沖方式沖電。
由於大部份的鎳鎘、鎳氫電池的外觀尺寸都是AA或AAA等，與鹼性電池多是相同，所以使用者有可能誤把不可以充電的鹼性電池放進充電器充電，小部份較新的充電器設有識別程序，能以電子方式分辨出電池是鹼性電池或是鎳鎘、鎳氫電池。

### 鋰離子電池充電器
傳統的鋰離子電池充電器都以先恆流，後恆壓方式充電（constant current，constant voltage），由於鋰電完全放電後只可以以較小的電流充電，所以充電器需先檢測電池電壓，若偏低則需以較小的電流充電，當電压回升至一定水平後才以正常電流充電。當以恆流充電時，電池電壓會隨之上升，直到電壓達至4.2V時，充電器需轉以恆電壓方式充電，因為電壓高過4.2V的話就會對電池造成損壞。這時，電流會自然地緩緩減少，當電流小於設定數值時便可以停止充電。
脈沖方式同樣可以應用在鋰離子電池上，但必需小心控制，避免超出最大充電電壓。

## 充放電速率
充電和放電速率用C來表示，是指電池充電到其容量，或將其容量完全放電的速率。其定義是充電電流（或放電電流）除以電池的容量。此物理量很少加單位，若要考慮其單位，會是h−1。充電（或放電）速率的1C，相當於其充電電流（或放電電流）等於其額定容量（Ah）。充放電速率不會是負值，因此需配合上下文來說明是指充電或是放電的速率。
例如，一個容量為500 mAh的電池，放電電流5000 mA（5 A）時，其放電速率是10C，在1/10小時可以將其電量用完。針對相同電池，若充電電流為250 mA，其充電速率是0.5C，在一小時內可以充滿其容量的50%。
電流通過電池會產生熱，大約和電流成正比（也會受電量狀態、條件、充放電次數所影響）。若電池充電過程會吸热（像是鎳鎘電池），充電時會讓電池冷卻，當電池電量充飽時，電池會停止降溫，開始發熱。若要判斷這類電池是否已完成充電，可以用偵測溫度變化來判斷。高充電率的電池需要考量額外的熱要如何散去。
高充放電率的電池可以快速充電，在使用時也可以提供較大的電流，因此受到消費者的喜愛。這類的電池需要配合會監控電池參數（例如端電壓以及溫度）的充電器，以免過度充電，使電池受損。只有特定的一些電池可以用高充電率充電，其他電池用高充電率充電，可能會受損，或是因為過熱而燃燒。有些電池甚至會爆炸。例如車用的啟動铅酸蓄电池若用高充電率充電，會有多種爆炸的風險。